# موتور شاه محمد اختر
موتور شاه محمد اختر روستایی در دهستان کورین بخش کورین شهرستان زاهدان استان سیستان و بلوچستان ایران است.

## جمعیت
بر پایه سرشماری عمومی نفوس و مسکن در سال ۱۳۹۵ جمعیت این روستا ۱۲۳ نفر (۴۲خانوار) بوده‌است.